# Puerto de Mogadiscio
El Puerto de Mogadiscio, también conocido como Puerto Internacional de Mogadiscio, es el puerto oficial de Mogadiscio, capital de Somalia. Clasificado como puerto de primera categoría, es el mayor del país.

## Historia
Desde la época del Imperio romano existió un puerto llamado Sarapion en lo que ahora se conoce como Mogadiscio. Sin embargo, durante la Edad Media el tamaño del puerto era reducido y solo cobró relevancia con la llegada de los italianos en 1890, que crearon un puerto con estándares modernos. Desde entonces, ha ido incrementando su capacidad hasta convertirse en el más importante de Somalia y uno de los más grandes en el Cuerno de África.

### Porto di Mogadiscio
El puerto modernizado de los italianos se llamaba Porto di Mogadiscio. El gobierno de la Somalia italiana creó muelles a finales de 1920. En 1930 se construyó un dique rompeolas frente a la ampliación del puerto, conectado por un ferrocarril al interior de Somalia y por una "carretera imperial" hasta Adís Abeba.
El puerto del Mogadiscio italiano exportó en 1934 43 467 productos agrícolas (sobre todo bananas) hacia Italia y Europa. Para este servicio se usaban buques de carga llamados "RAMB" (construidos con la posibilidad de convertirse en crucero auxiliar). El Ramb II fue un barco bananero basado en Mogadiscio. Fue el segundo de una serie de cuatro buques que compartían diseño: el Ramb I, el Ramb III, y el Ramb IV. Los cuatro eran propiedad de la Compañía Real del Monopolio Bananero ("Regia Azienda Monopolio Banane") para transportar bananas refrigeradas de Somalia a Italia.
Desde 1936 el puerto contó con una línea de pasajeros internacional semanal que conectaba Mogadiscio con Massaua en Eritrea y Génova en Italia con las italianas Lloyd Triestino e Italian Line. El MS Vulcania era un transatlántico que servía al puerto de Mogadiscio. En 1941 el puerto sufrió daños a causa de la Segunda Guerra Mundial. 
Durante los 1960 el Cuerpo de Ingenieros del Ejército de los Estados Unidos realizó mejoras en el puerto.

### Proyecto de Rehabilitación del puerto de Mogadiscio
Durante la guerra civil sufrió daños, por lo que el gobierno federal creó el Proyecto de Rehabilitación del Puerto de Mogadiscio, una iniciativa para reconstruir, desarrollar y modernizar el puerto. La renovación incluyó la instalación de tecnología Alpha Logistics. Una delegación internacional conjunta entre los puertos de Yibuti y autoridades chinas especializadas en reconstrucción de infraestructuras visitaron las instalaciones en junio de 2013. Según el director del puerto, Abdullahi Ali Nur, los delegados y las autoridades somalís fueron informados sobre las funciones del puerto y las etapas del proyecto de reconstrucción.
En octubre de 2013, el gobierno federal llegó a un acuerdo con la compañía turca Al-Bayrak para dirigir el puerto por un periodo de 20 años. El Ministerio de Puertos y Obras Públicas ratificó el acuerdo y asignó a Al-Bayrak la tarea de reconstrucción y modernización de las instalaciones. En septiembre de 2014, el traspaso de la dirección a Al-Bayrak se hizo efectivo. El coste del proyecto de modernización es de 80 millones de dólares.

### Simatech Shipping
En 2013, la dirección del puerto llegó a un acuerdo con representantes de la compañía iraní Simantech Shipping LLC para que se encargara de las operaciones de la instalación. El nombre de la compañía es Terminal de Contenedores del Puerto de Mogadiscio y se encarga de las funciones operativas y técnicas del mismo.

### Al-Bayrak
En octubre de 2013, el gobierno federal llegó a un acuerdo con la compañía turca Al-Bayrak para dirigir el puerto por un periodo de 20 años. El Ministerio de Puertos y Obras Públicas ratificó el acuerdo y asignó a Al-Bayrak la tarea de reconstrucción y modernización de las instalaciones. En septiembre de 2014, el traspaso de la dirección a Al-Bayrak se hizo efectivo. El coste del proyecto de modernización es de 80 millones de dólares.
El director de la compañía turca, Ahmed Salim, indicó al firmar el acuerdo que el 55% de los ingresos del puerto irán al gobierno somalí y el restante 45% se lo quedará la empresa. Aun así, las autoridades somalís esperan doblar el importe de ingresos que llegan al gobierno federal desde el puerto de esta manera. 
Según Al-Bayrak, la mayoría de los ingresos serán reinvertidos en el puerto con nuevos muelles, materiales de construcción y maquinaria. La compañía planea instalar un circuito cerrado de televisión de acuerdo a los protocolos internacionales de seguridad. También construirá un edificio administrativo y limpiará los canales de entrada con vigilancia subacuática. En septiembre de 2014, la primera fase de la renovación ya había terminado y se había comenzado con la segunda fase. Durante el primer mes bajo la dirección de Al-Bayrak, el puerto generó 2,7 millones de dólares de ingresos por servicios. 
La creciente demanda de exportación de carne somalí y los acuerdos comerciales bilaterales con países como Egipto, Arabia Saudí, Emiratos Árabes Unidos, Turquía, Kuwait, Irán, Catar y Omán han incrementado la exportación de ganado por el puerto de Mogadiscio. En 2015, Somalia exportó una cifra récord de 5 millones de cabezas de ganado, un 6% más que en 2014, gracias a la relativa estabilidad y a la confianza inversora en el país.

### African Shipping Line – Mogadiscio
En 2014, una consignataria de buques de Dubái anunció que se instalaría en el puerto y en 2015 la African Shipping Line de Kenia consiguió registrarse como agencia consignataria en el puerto de Mogadiscio, con la intención de proveer de servicios de seguridad marítima, movimiento de contenedores y consignación de buques.